# Harmū
Harmū (persiska: هرمو) är en ort i Iran.   Den ligger i provinsen Chahar Mahal och Bakhtiari, i den centrala delen av landet, 500 km söder om huvudstaden Teheran. Harmū ligger 2 003 meter över havet och antalet invånare är 103.
Terrängen runt Harmū är kuperad åt nordost, men åt sydväst är den bergig.Runt Harmū är det ganska glesbefolkat, med 38 invånare per kvadratkilometer. Närmaste större samhälle är Ālūnī, 8,4 km norr om Harmū. Omgivningarna runt Harmū är i huvudsak ett öppet busklandskap.